# ایگلشوون
ایگلشوون (به هلندی: Eygelshoven) یک منطقهٔ مسکونی در هلند است که در کرکراده واقع شده‌است. ایگلشوون ۸٬۴۰۰ نفر جمعیت دارد.